# سيرجيو بيرتوني
سيرجيو بيرتوني (بالإيطالية: Sergio Bertoni)‏ (مواليد 23 سبتمبر 1915) هو لاعب كرة قدم. يلعب مع منتخب إيطاليا لكرة القدم. سبق له أن لعب في كأس العالم لكرة القدم مع منتخب بلاده.

## روابط خارجية
- سيرجيو بيرتوني على موقع الاتحاد الدولي (مؤرشف)  (الإنجليزية)
- سيرجيو بيرتوني على موقع قاعدة بيانات كرة القدم.إي يو (الإنجليزية)
- سيرجيو بيرتوني على موقع ناشيونال فوتبول تيمز (الإنجليزية)
- سيرجيو بيرتوني على موقع عالم كرة القدم.نت (الإنجليزية)
- سيرجيو بيرتوني على موقع أوليمبيديا (الإنجليزية)
- سيرجيو بيرتوني على موقع اللجنة الأولمبية الإيطالية (الإيطالية)